# Моссел, Исаак
Исаак Моссел (нидерл. Isaac Mossel; 22 апреля 1870 года, Роттердам — 29 декабря 1923 года, Амстердам) — нидерландский виолончелист. Брат скрипача Макса Моссела.
Начал учиться игре на скрипке у своего отца в возрасте трёх лет, в восьмилетнем возрасте дебютировал в Роттердаме с концертом Берио. Затем перешёл на виолончель, занимался под руководством Луи Кёлера и Оскара Эберле.
В 1886 г. гастролировал как солист в Германии и Швейцарии, в 1887—1888 гг. играл в Берлинском филармоническом оркестре. В 1888—1905 гг. солист оркестра Концертгебау, однако затем, видимо, не сошёлся с Виллемом Менгельбергом и покинул коллектив. В 1921 г. предпринял попытку создать собственный Амстердамский симфонический оркестр (нидерл. Amsterdams Symphonie Orkest) и возглавил его как дирижёр; вскоре после смерти Моссела оркестр был распущен. Постоянный участник камерных составов, особенно фортепианных трио: Амстердамского трио с Антоном Верхеем и Юлиусом Рёнтгеном-младшим. Партнёром Моссела по ансамблевому музицированию бывал и Карл Флеш, отзывавшийся о нём, прежде всего, как о неутомимом педагоге, создателе нидерландской виолончельной школы и конкуренте, в педагогическом отношении, Эдуарда Якобса. Среди премьер, исполненных Мосселом, — симфоническая поэма для виолончели с оркестром «Рош Ха-Шана» Карла Смулдерса (1902).
Мосселу посвящена Соната для виолончели и фортепиано Op. 41 (1901) Юлиуса Рёнтгена.